# Д’Ирсон, Беатриса
Беатриса д’Ирсон (фр. Béatrice d'Hirson; ум. 1331/1332) — французская дворянка из рода д’Ирсонов, придворная дама графини Маго Артуа.

## История
Племянница канцлера графства Артуа епископа Тьерри д’Ирсона, кастеляна Арраса Дени д’Ирсона, бальи Арраса Гийома д’Ирсона и управляющего графини Маго Пьера д’Ирсона.
Известна своим участием в тяжбе за графство Артуа между графиней Маго Артуа и её племянником Робертом д’Артуа. Беатриса д’Ирсон стала персонажем нескольких литературных произведений, в частности романов Мориса Дрюона, Альваро Кункейро и Робера Амбелена.

## Художественный образ
Бурная жизнь и судьба Беатрисы д’Ирсон была подробно и не без художественного преувеличения описана в эпопее Мориса Дрюона «Проклятые короли».
В своей книге «Яд и корона» Дрюон так описывает Беатрису:

Из носилок вышла Беатриса д’Ирсон, племянница канцлера графства Артуа и приближённая графини Маго. Глядя на эту красавицу брюнетку, никто бы не подумал, что со вчерашнего дня она проделала почти сорок лье. Даже платье её ничуть не помялось. Лицо с выдающимися скулами было гладко и свежо, точно она только что встала ото сна… Беатриса д’Ирсон не боялась — редкое качество для женщин тех времён — путешествовать ночью; она видела в темноте, как кошка, и твёрдо верила в заступничество дьявола. Стройная, длинноногая, пышногрудая красавица зашагала к дому, и казалось, она ничуть не торопится, даже медлит — так ровно и спокойно она выступала.— Яд и корона
Согласно М. Дрюону, являлась придворной дамой, сообщницей и подручной Маго Артуа, чернокнижницей, колдуньей, отравительницей, авантюристкой, нимфоманкой. По приказу Маго ею были последовательно отравлены Ногарэ, король Людовик X и его новорождённый сын Иоанн. В дальнейшем, предав Маго, сожительствует с Робером Артуа. Домогаясь статуса его официальной придворной дамы и мечтая стать его женой, отравляет свою бывшую покровительницу Маго и её дочь Жанну Бургундскую.
Не получив от Робера Артуа обещанного статуса, Беатриса, охваченная ревностью, выдает все замыслы Робера королеве Жанне Хромой. После этого её утопили в реке как ведьму по приказу Робера. Согласно другой версии она была не утоплена, а сожжена на костре по обвинению в колдовстве.

## В кинематографе
Образ Беатрисы на экране был воплощен двумя французскими актрисами: Катрин Рувель (фр. Catherine Rouvel) в 1972 году и Жанной Балибар (фр. Jeanne Balibar) в 2005 году.